# 桃源县
桃源县位于中国湖南省西北部、沅江下游，是常德市管辖的一个县。区域总面积为4441.22平方公里。桃源县为湖南省第七大、中国第52大肉类生产大县市，因境内有桃花源而得名。
全县辖18个镇、20个乡、2个民族乡，常住总人口为80.92万人，县人民政府驻地漳江街道在延溪汇入沅水处。

## 地理
桃源縣位於湖南省西北部，其地理位置：西起牛車河鄉高峰村萬家河，東至木塘垸鄉仁豐村草鞋洲，直線距離約75公里；南起西安鎮薛家沖村獅子嶺，北至熱市鎮老棚村，直線距離約118公里，縣域面積4441.22平方公里，其縣域在湖南省縣(市)中居第四位。耕地面積為134．29萬畝，在全省縣（市）中居第一位。縣西與懷化市的沅陵縣、張家界市的慈利縣、永定區交界，東與常德市的臨澧縣、鼎城區接壤，北枕石門縣，南抵益陽市的安化縣。該縣經度：111° 29' 東，緯度：28° 55' 北
县域为中亚热带向北亚热带过渡地段，属中亚热带季风湿润气候。气候特点是冷热四季分明，干湿两季明显，多年平均气温为16.5℃。年平均气温分布除南部和西北部山区低于16.0℃之外，其余均在16.0—16.5℃之间。月平均气温以1月最低，为4.5℃，7月最高，为28.5℃，3—10月皆在10℃以上。县域位于雪峰山北端以安化县为中心的多雨区边缘，雨量由南向北递减。年平均降水量为1447.9mm，年平均相对湿度为82％，年日照时数1531.4小时，年平均日照率为5％，无霜期283天。 　　
在区域农业地貌中，河湖冲积平原占13.4 %，低丘岗地占49.3 %，丘陵山地占36.0 %，其余为沅水干流水面。

## 人口
根据湖南省第七次全国人口普查公报显示：桃源县常住人口为809220人，男性人口占比50.54%，女性人口占比49.46%，年龄结构中0-14岁占比15.81%，15-59岁占比57.33%，60岁以上占比26.86%，65岁以上占比20.89%。
全县人口为92.7万，主要民族汉族占99．24％，此外还有回族、维吾尔族、土家族、满族等10个少数民族。

## 政治

### 现任领导
| 机构     | · 中国共产党 · 桃源县委员会 · 书记 | 桃源县人民政府 县长 | 桃源县人民代表大会 常务委员会 主任 | · 中国人民政治协商会议 · 桃源县委员会 · 主席 |
| -------- | ---------------------------------- | ------------------- | ---------------------------------- | -------------------------------------------- |
| 姓名     | 黄伟雄                             | 马吉云              | 江志晖                             | 陈会龙                                       |
| 民族     | 汉族                               | 汉族                | 汉族                               | 汉族                                         |
| 出生地   | 湖南省岳阳市汨罗市                 | 湖南省临澧县        | 不明                               | 不明                                         |
| 出生日期 | 1976年1月（49歲）                  | 1971年11月（53歲）  | 1967年12月（57歲）                 | 不明                                         |
| 就任日期 | 2023年10月                         | 2021年1月           | 2021年1月22日                      | 2021年10月27日                               |

## 经济
2008年GDP达到109.37亿元，地方财政收入登上2.99亿元台阶，经济总量和财力均列全市第一位，人民生活整体上达到小康水平。2009年，据初步核算桃源县全年实现地区生产总值1179197万元，同比增长0.5%。其中一产业增加值515096万元，增长5.0%；二产业增加值303389万元，下降15.6%；三产业增加值360712万元，增长11.2%。分阶段看，一季度增长8.0%，上半年下降4.8%，一至九月累计下降6.2%，全年增长0.5%。结构比为43.7:25.7:30.6。

## 交通

### 公路
- 国道： 319国道
- 省道： 226省道、 227省道、 306省道
- 高速公路： 常吉高速、 长张高速。

### 火车
- 石长铁路：盘塘站
- 黔张常铁路：桃源站

### 机场
桃花源机场（CGD）

## 旅游

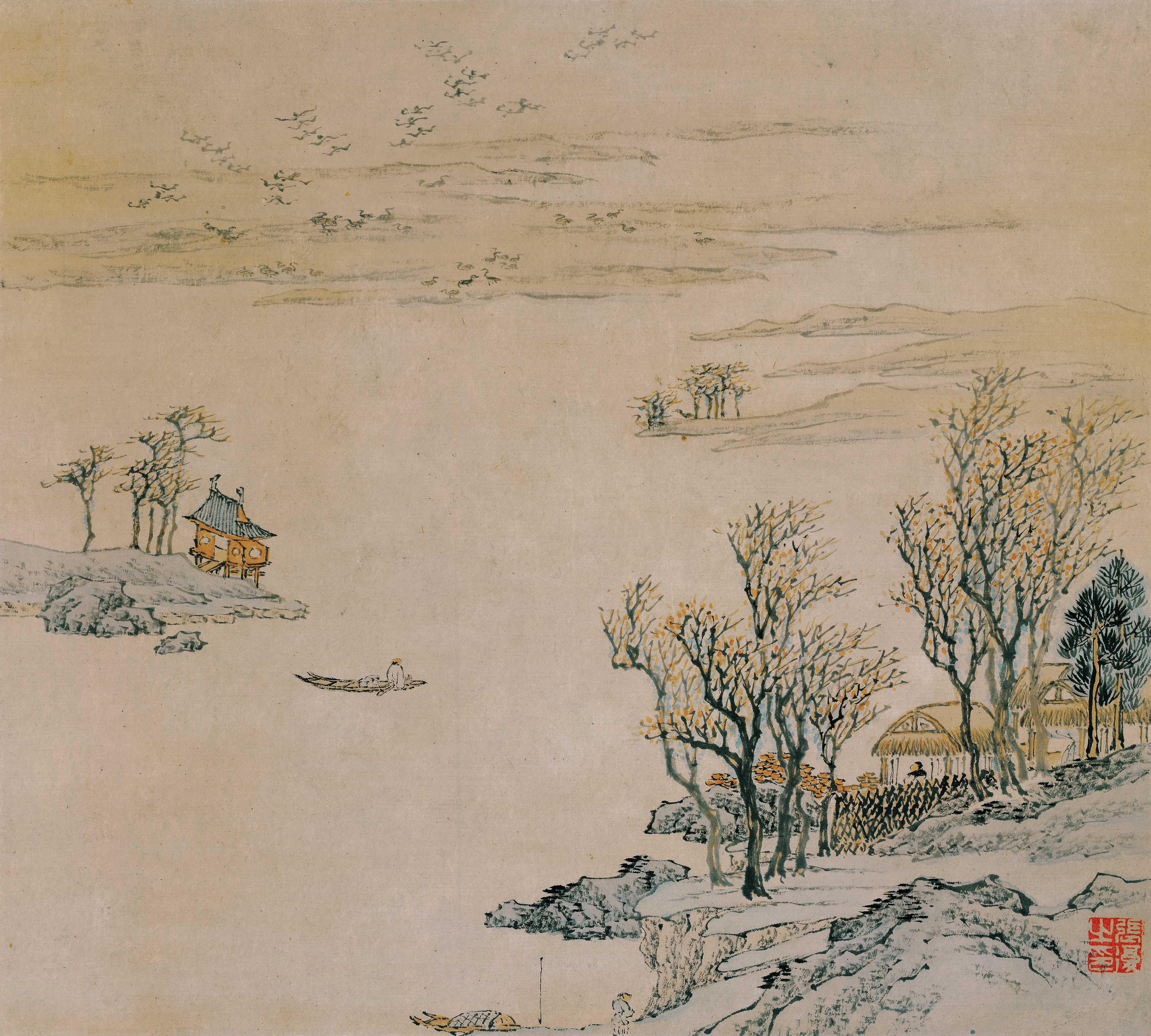
明 張復 瀟湘八景 渔村夕照

- 桃花源（国家重点风景名胜区、国家森林公园）集人文景观与自然景观于一体，堪称人间仙境桃花源是东晋大诗人陶渊明（《桃花源记》和《桃花源诗》而得名）描绘的人间仙境，至今已有一千六百多年的历史。其山水田园之美，寺观亭阁之盛，诗文碑刻之丰，历史传说之奇，举世闻名。 因东晋诗人陶潜所写的《桃花源记》和《桃花源诗》而得名。自唐代开始建寺观，宋时更盛，元末毁于火，1455年（明景泰六年）又建殿宇，明末复毁于火。1892年（清光绪十八年）重修渊明祠，沿山配置亭阁，按陶渊明诗文命名，此后又屡经修葺。解放前荒芜殆尽。1950年后除对原有建筑物进行加固维修外，并对已经倾圮的部分亭阁，也陆续进行整修和复建。近年修复桃花观、秦人洞、高举阁等古代建筑，拓展桃林10余里。 湖南潇湘八景之一“渔村夕照”，就在桃花源的水府阁下。
- 文昌阁 在桃源县漳江镇；
- 六角楼 在桃源县漳江镇；
- 万寿宫 在桃源县漆河镇；
- 关帝庙 在桃源县漆河镇；
- 老祖岩 在桃源县钟家铺乡；
- 犀牛山 在桃源县钟家铺乡；
- 万阳山 在桃源县观音寺镇；
- 五马寨 在桃源县泥窝潭乡；
- 七峰山 在桃源县剪市镇；
- 穿石岩 在桃源县凌津滩镇。

## 行政区划
桃源县下辖2个街道办事处、23个镇、2个乡、2个民族乡：
漳江街道、浔阳街道、陬市镇、盘塘镇、热市镇、黄石镇、漆河镇、理公港镇、观音寺镇、龙潭镇、三阳港镇、剪市镇、茶庵铺镇、西安镇、沙坪镇、桃花源镇、架桥镇、马鬃岭镇、夷望溪镇、双溪口镇、九溪镇、牛车河镇、杨溪桥镇、郑家驿镇、木塘垸镇、青林回族维吾尔族乡、枫树维吾尔族回族乡、佘家坪乡和泥窝潭乡。

## 建制沿革
春秋战国时期，属楚国洞庭郡。
秦朝时期，属黔中郡。
西汉时期，属武陵郡临沅县的一部分。
东汉时期，置沅南县，隶属武陵郡。
隋开皇三年，合临沅、沅南、汉寿三县为武陵县，隶属朗州。
北宋乾德元年（公元963年），析武陵县地置桃源县。

## 民俗

### 宗教
县内以信仰道教和伊斯兰教的信徒居多。桃花源自古以来就是中国的道教圣地之一，被道家称作三十六洞天里的“白马玄光之天”。明洪武初年，一支新疆维吾尔族、回族人在县内落籍，伊斯兰教随之传入。枫树维回乡建有清真寺。

### 民间曲艺
民间流行舞龙、舞狮、九溪乡一带流行的板龙灯，三棒鼓、渔鼓、老丝弦等民间曲艺流传.
武陵戏是深受桃源人民喜爱的地方剧种。县里有专业的戏剧团。1979年该剧团作为湖南省唯一被选拔进京参加中华人民共和国成立30周年献礼演出的县级剧团，演出的现代戏《发霉的钞票》获全国演出二等奖和剧本创作奖。为了后继有人，近年来县委县政府拨专款成立了小演员班，使该剧团焕发出勃勃生机。
傩戏被称为戏剧的“活化石”，桃源傩戏在民间仍广为流传并保留着原始的特色。2000年在桃源召开了国际傩戏研讨会，2002年还举行了全县傩戏会演。三阳港镇被誉为傩戏之乡。